# EVE Online
Eve Online este un joc video produs de CCP Games. Este un joc MMORPG cu temă științifico-fantastică care are loc în spațiu. Jucătorii pilotează nave spațiale customizabile, printr-un univers cuprinzând peste opt mii de sisteme solare. Majoritatea sistemelor solare sunt conectate cu unul sau mai multe sisteme solare prin intermediul unor porți stelare. Sistemele solare pot conține mai multe fenomene, incluzând, dar nelimitându-se la: luni, planete, stații, găuri de vierme, centuri de asteroizi.
Jucătorii Eve Online pot participa în oricare din profesiile și activitățile din joc, inclusiv minerit, fabricație, comerț, explorare și luptă (atât player versus environment cât și player versus player). Gama de activități disponibile jucătorului este facilitată de un sistem de avansare a personajului pe baza unui sistem de formare a abilităților în timp real, chiar și atunci când jucătorul nu este logat în joc.
A fost dezvoltat și este întreținut de compania CCP Games din Islanda. Lansat prima oară in America de Nord și Europa în Mai 2003, a fost publicat din mai până în decembrie 2003 de Simon & Schuster Interactive, după care CCP a cumpărat drepturile înapoi și a început  să-l distribuie digital. Pe 22 ianuarie 2008 s-a anunțat că Eve va fi distribuit prin Steam. Versiunea curenta a Eve Online este denumită Odyssey. Începând cu 10 martie 2009 jocul este disponibil și în magazine, împachetat în cutii, prin intermediul Atari.

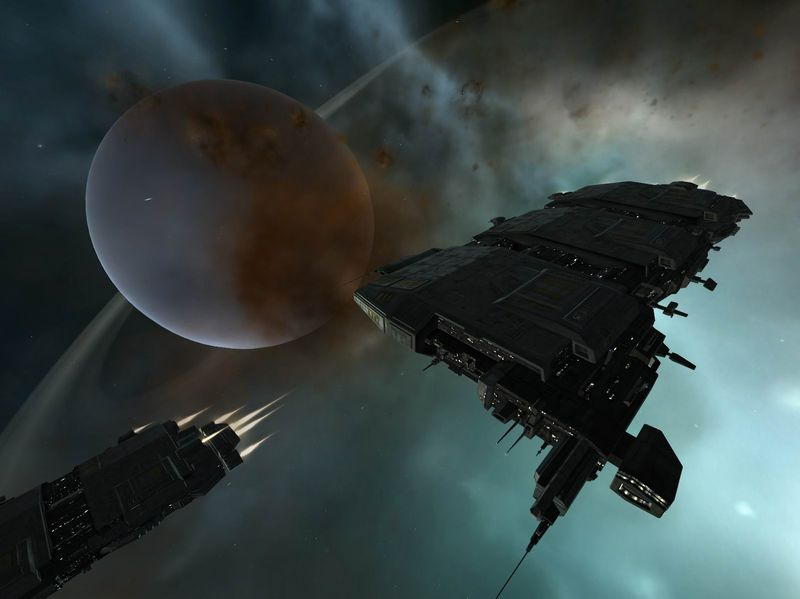
Caldari Freighters

## Background
Povestea de fundal a Eve Online are loc cu 21,000 de ani în viitor, și ne dezvăluie, cum omenirea, după ce a consumat toate resursele Pământului, a început să colonizeze restul galaxiei noastre. În cele din urmă, oameni s-au extins în majoritatea galaxiei. Eterna căutare de resurse a dus la război. Când o gaură de vierme naturală a fost descoperită, zeci de colonii au fost întemeiate la celălalt capăt, într-o galaxie neexplorată denumită Noul Eden. Un generator de găuri de vierme artificiale a fost construit pentru a menține gaura. Când această gaură de vierme s-a închis a distrus și generatorul. Izolați de Pământ și de proviziile necesare, coloniști din Noul Eden au murit cu milioanele. Cinci colonii au reușit să-și recâștige proeminența, în cele din urmă reconstruind însăși societatea. Aceste colonii sunt cele cinci imperii din joc: Imperiul Amarr, Federația Gallente, Republica Minmatar, Statul Caldari și Imperiul Jove. Toate mai puțin Imperiul Jove pot fi jucate, CCP declarând că intenționează să folosească rasa Jove în cadrul poveștii Eve.

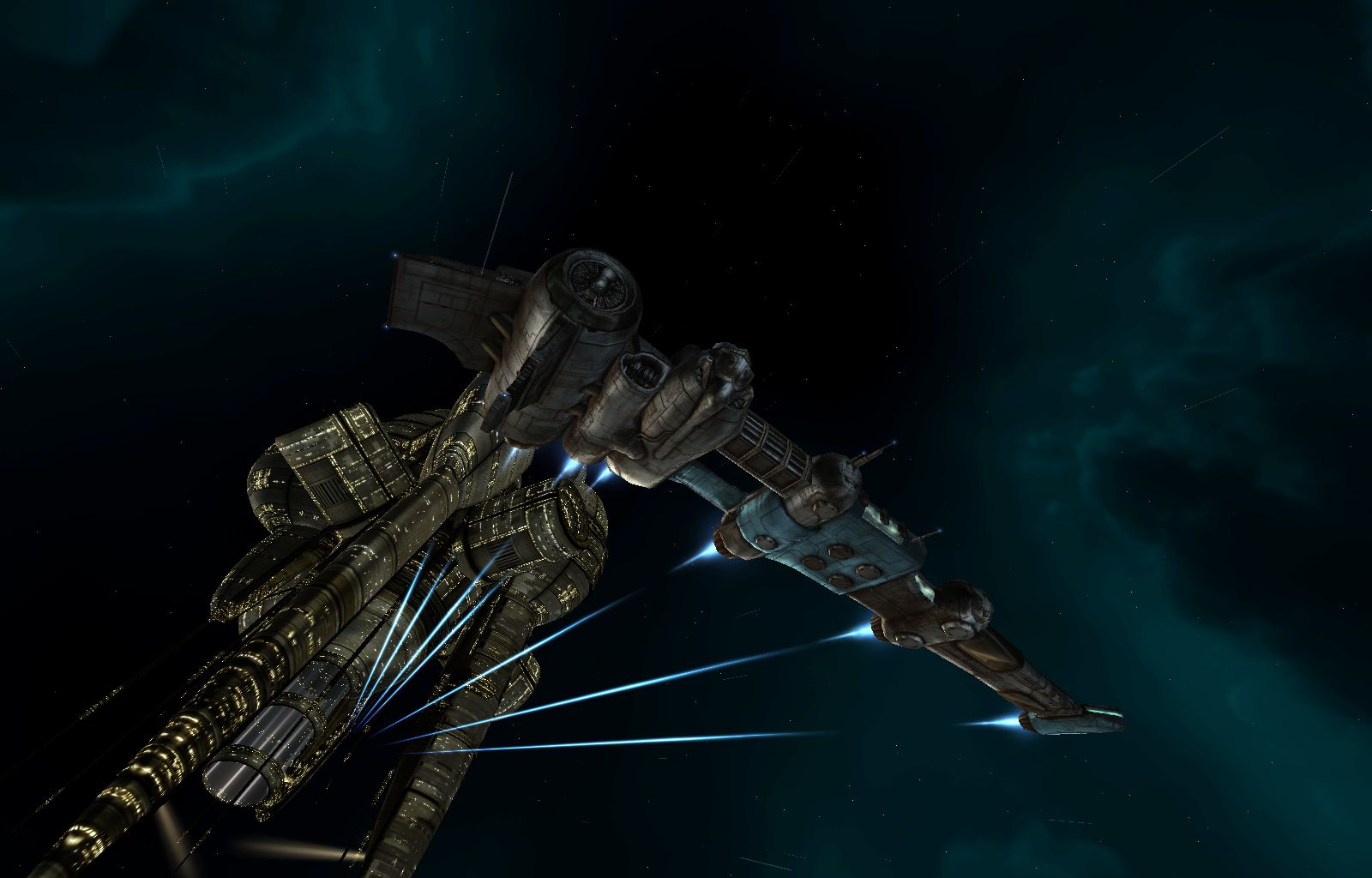
Frigată Gallente

## Percepție publică

### Criminalitate virtuală
Pirateria (navă-navă), taxele de protecție, furtul sau răscumpărările fac parte din joc. Un exemplu infam al unor astfel de activități este infiltrarea unei corporații, unde o corporație a infiltrat o alta, de-a lungul a aproape un an. După care a urmat asasinarea virtuală a CEO-ului corporației țintă și furtul a bunuri în valoare de miliarde de ISK, la care criminali primiseră acces. Evenimente de această natură sunt dezbătute atât în joc cât și în lumea reală în media.
Astfel de pericole sunt o parte integrată a economiei virtuale din Eve Online, motiv pentru care dezvoltatorii aleg să nu intervină. Se așteaptă ca jucătorii să ia decizii financiare bazate (din mai mulți factori) pe posibilitatea necinstei altor jucători, ca și în economia din lumea reală.

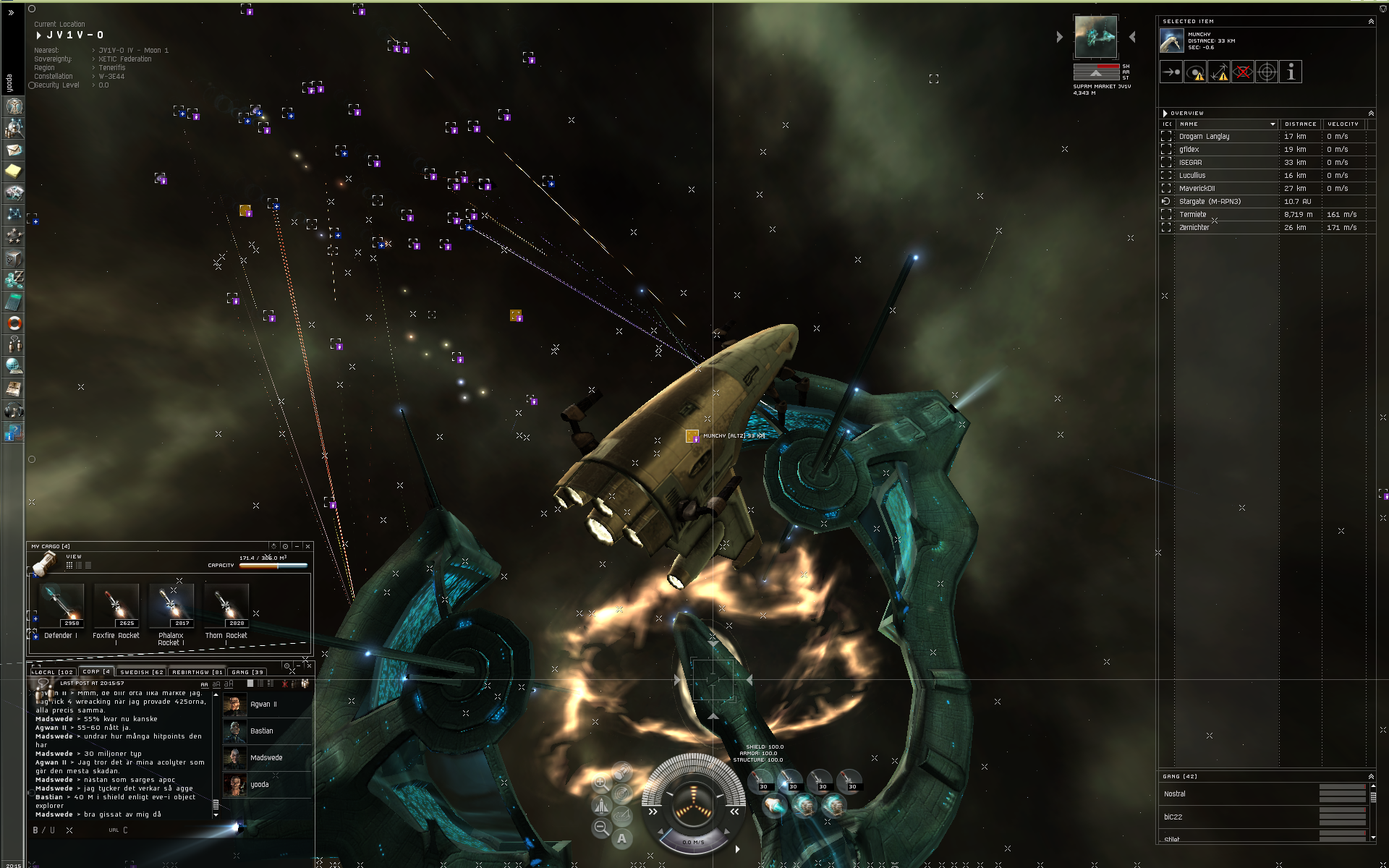
Luptă din joc

### CSM
CCP a invitat jucătorii să ia parte la primul Consiliu Stelar de Management (CSM) în martie 2008, rezultând 66 de candidați pentru cele nouă poziții. A fost o cerință ca toți candidați să-și declare numele 'real' pe lângă detale din joc. În Mai, după o perioadă de votare de două săptămâni, primul Consiliu a fost ales, cuprinzând șapte bărbați și două femei; câte trei din Olanda și Marea Britanie, doi din SUA și unul din Danemarca, cu vârste între 17 și 52.
Scopul Consiliului s-a schimbat de când a fost propus și este acum văzut de CCP în principal ca o modalitate pentru jucători de a face cereri pentru schimbări și îmbunătățiri ale mecanicilor, prezentării și conținutului jocului Eve Online. Fiecare Consiliu va servi pentru șase luni, după care unul nou va fi ales. Fiecare individ poate servi de două ori. Fiecare CSM va primi autoritatea de a formula cereri către CCP de trei ori în timpul mandatului său, la care CCP va trebui să răspundă.

## Recepție
Eve Online a primit critici favorabile. Expansion-ul Apocrypha  pentru Eve Online are un scor total de 88% pe metacritic.com și 89.33% pe GameRankings.com.
Pe 11 ianuarie 2010, EVE Online a fost selectat ca jocul anul de către MMORPG.com

## Premii
- PC Gamer Sweden: Best Online RPG 2003
- SuperPlay GULDPIXELN 2003: Online Game of the year
- 2003 Gamespy Best Graphics Arhivat în 26 decembrie 2003, la Wayback Machine.
- 2005 MMORPG.com Best Graphics, Best PvP, Favorite Company, and Reader's Choice Best Game Arhivat în 19 mai 2011, la Wayback Machine.
- 2006 MMORPG.com Favorite Graphics, Favorite PvE, Favorite PvP, Favorite Story, and Favorite Game Arhivat în 10 aprilie 2011, la Wayback Machine.
- Alte premii Arhivat în 22 februarie 2009, la Wayback Machine.
- 2009 MMORPG.com Game of the Year